# 比爾馬省
18°41′07″N 12°54′59″E / 18.68528°N 12.91639°E

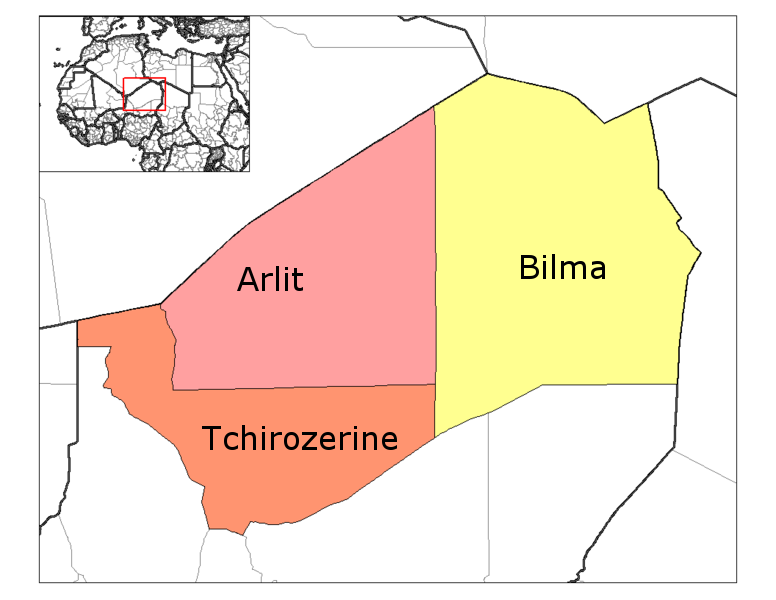

比爾馬省（法語：Bilma），是尼日爾的省份，位於該國北部，由阿加德茲大區負責管轄，西南面是奇羅澤林省，面積296,279平方公里，2012年人口17,935，人口密度每平方公里0.06人。